# Kazbeki járás
A Kazbeki járás (oroszul: Казбековский район) Oroszország egyik járása Dagesztánban. Székhelye Dilim.

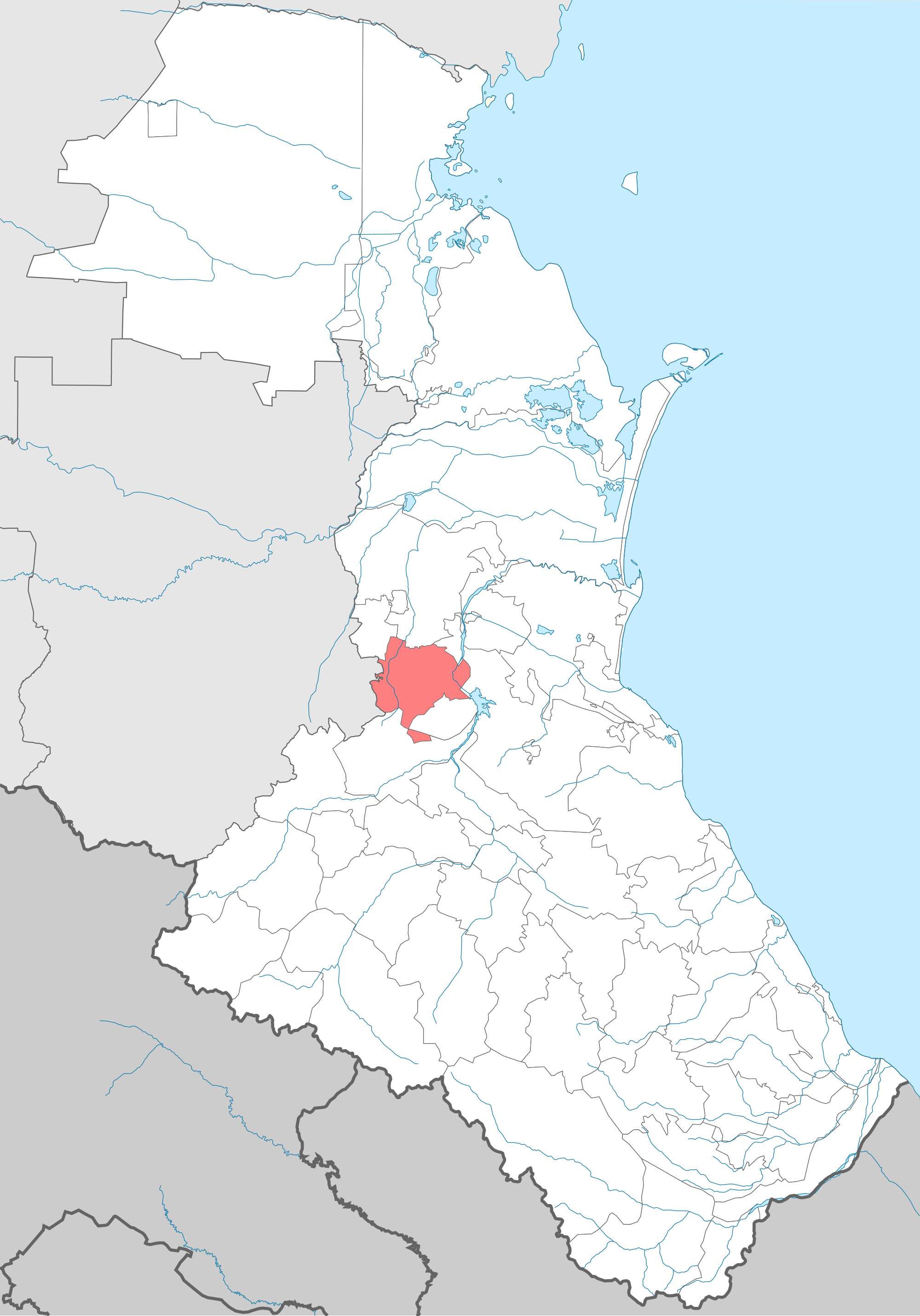
A Kazbeki járás Dagesztánban

## Népesség
- 1989-ben 23 361 lakosa volt, melyből 20 830 avar (89,2%), 2 400 csecsen (10,3%), 38 orosz, 23 lak, 21 kumik, 14 dargin, 2 azeri, 2 lezg, 1 cahur, 1 nogaj.
- 2002-ben 33 140 lakosa volt, melyből 29 164 avar (88%), 3 834 csecsen (11,6%), 36 orosz, 32 kumik, 18 lak, 15 dargin, 7 rutul, 4 nogaj, 3 cahur, 2 lezg, 1 azeri.
- 2010-ben 42 752 lakosa volt, melyből 36 714 avar (85,9%), 4 422 csecsen (10,3%), 524 kumik, 287 orosz, 221 dargin, 123 lak, 100 lezg, 15 azeri, 14 tabaszaran, 4 nogaj, 2 agul, 1 rutul.